# 2-е Новоахуново
2-е Новоахуново (баш. Икенсе Яңы Ахун) — бывшая деревня в Буздякском районе Башкортостана, относившаяся к Кузеевскому сельсовету. Население на 1 января 2002 года составляло 22 человека.
В 2002 году была объединена с соседним селом Староахуново по новым названием — Ахун.